# Sade Budy
Sade Budy – wieś sołecka w Polsce, położona w województwie mazowieckim, w powiecie grodziskim, w gminie Jaktorów. Przez miejscowość przebiega droga wojewódzka nr 719, oraz linia kolejowa nr 1. 
W latach 1975–1998 miejscowość administracyjnie należała do województwa skierniewickiego.

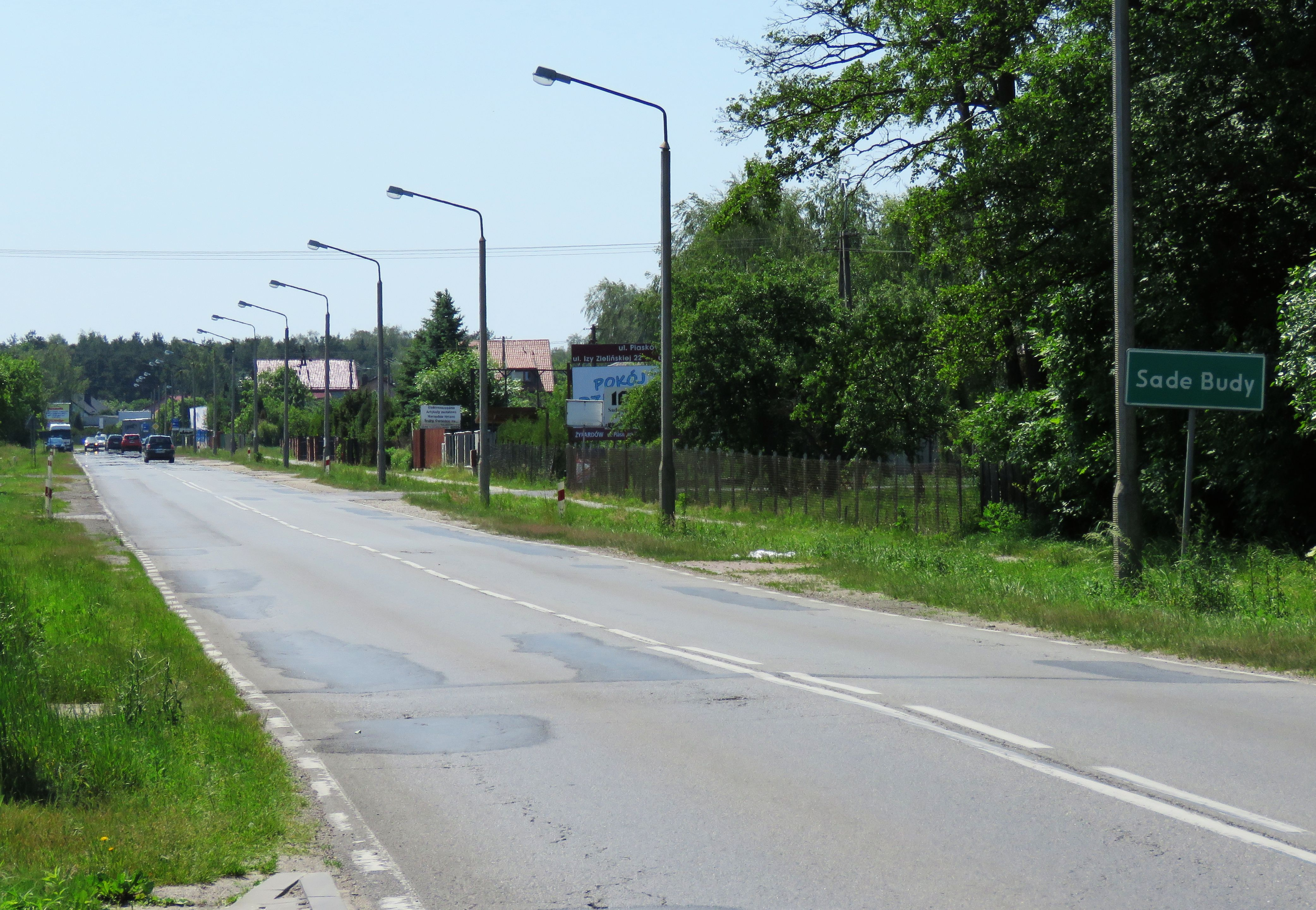
.